# Four Sons
Four Sons is een Amerikaanse dramafilm uit 1928 onder regie van John Ford. Het scenario is gebaseerd op het verhaal Grandmother Bernle Learns Her Letters (1926) van de Australische auteur I.A.R. Wylie. De film werd destijds uitgebracht onder de titel Haar vier jongens.

## Verhaal
Moeder Bernle woont met haar vier zoons in Beieren. Franz zit in het leger, Johann werkt op het land, Andreas is herder en Josef werkt op de hooiwagen. Josef krijgt het aanbod om te gaan werken in de Verenigde Staten. Juist op het ogenblik dat de Eerste Wereldoorlog uitbreekt, vertrekt hij naar het neutrale Amerika. De andere zoons vertrekken intussen naar de oorlog.

## Rolverdeling
| Acteur                 | Personage        |
| ---------------------- | ---------------- |
| Margaret Mann          | Moeder Bernle    |
| James Hall             | Joseph           |
| Charles Morton         | Johann           |
| Francis X. Bushman jr. | Franz            |
| George Meeker          | Andreas          |
| June Collyer           | Annabelle        |
| Earle Foxe             | Majoor von Stomm |
| Albert Gran            | Postbode         |
| Frank Reicher          | Schoolmeester    |